# Tiaan Loots
Tiaan Loots (Sudáfrica, 1 de febrero de 1992) es un jugador profesional sudafricano de rugby que se desempeña en la posición de centro interior en San Diego Legion, equipo perteneciente a la liga Major League Rugby.

## Carrera
En 2019, Loots se unió al equipo Houston SaberCats (2019-2020), después pasó a San Diego Legion, con el cual disputa su quinta temporada en la Major League Rugby.